# Microregiunea Tata
Microregiunea Tata (în maghiară Tatai kistérség) a fost o microregiune statistică (kistérség) din județul Komárom-Esztergom, Ungaria.
Cu o populație de 40.307 locuitori și o suprafață de 306,72 km2, aceasta a existat până în 2014, când în Ungaria, microregiunile ”kistérségek” au fost înlocuite de districte (járások).